# Lilium pumilum
Lilium pumilum är en liljeväxtart som beskrevs av Alire Raffeneau Delile. Lilium pumilum ingår i släktet liljor, och familjen liljeväxter. Inga underarter finns listade.

## Bildgalleri

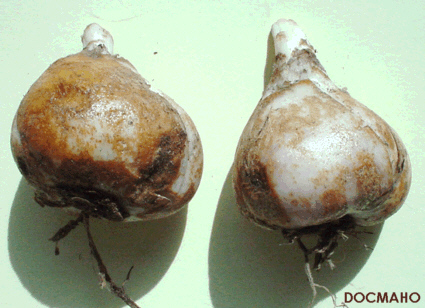
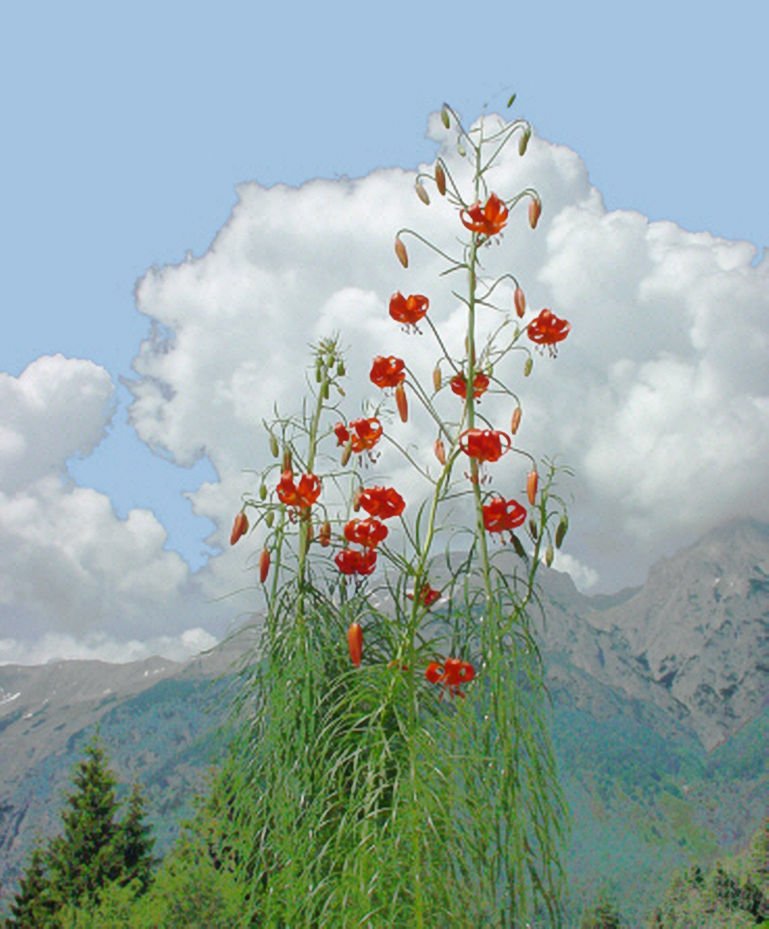
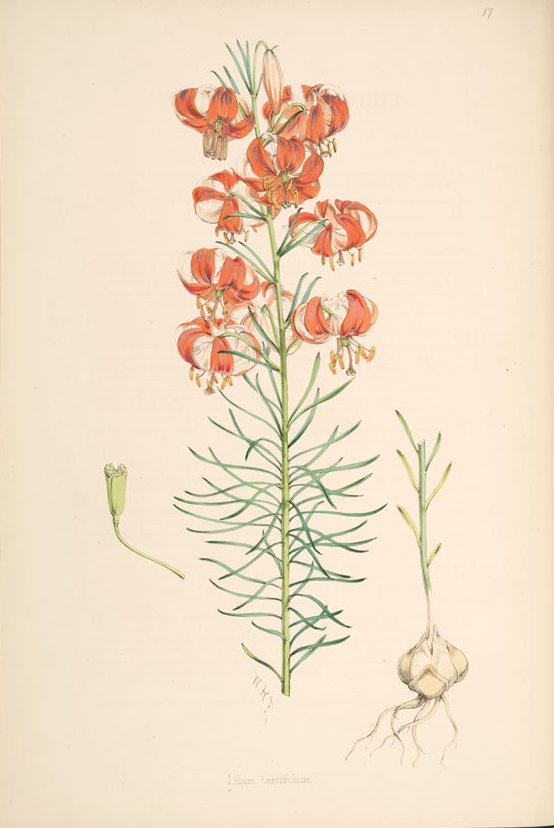
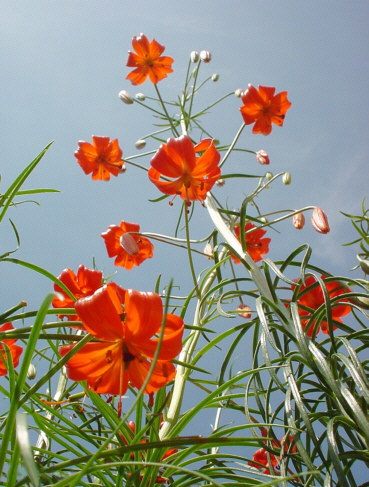
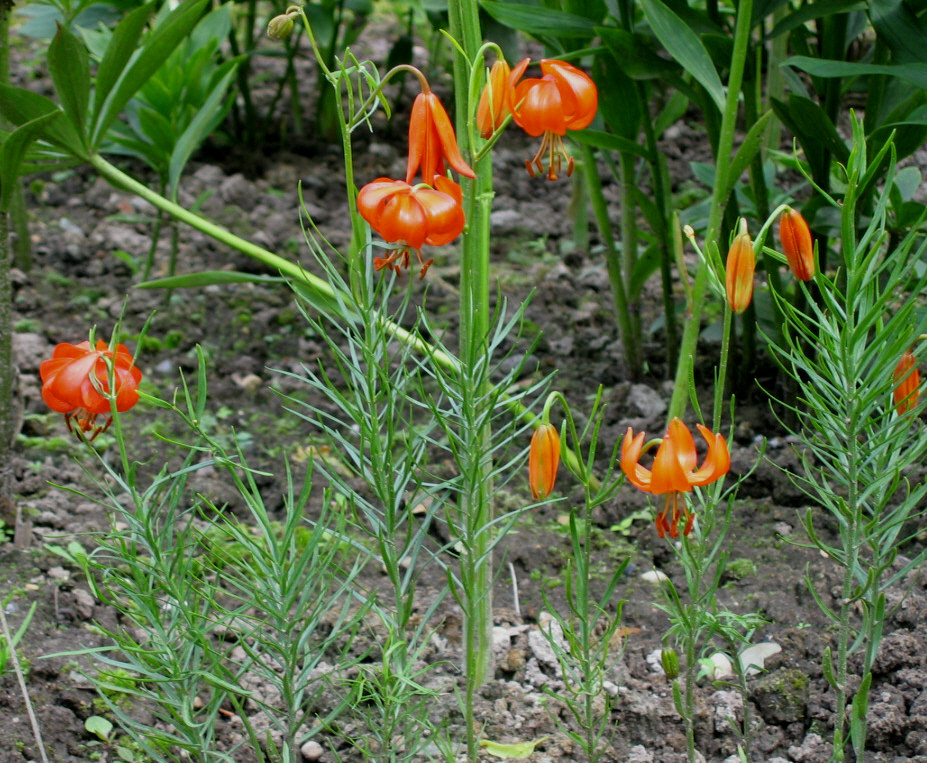
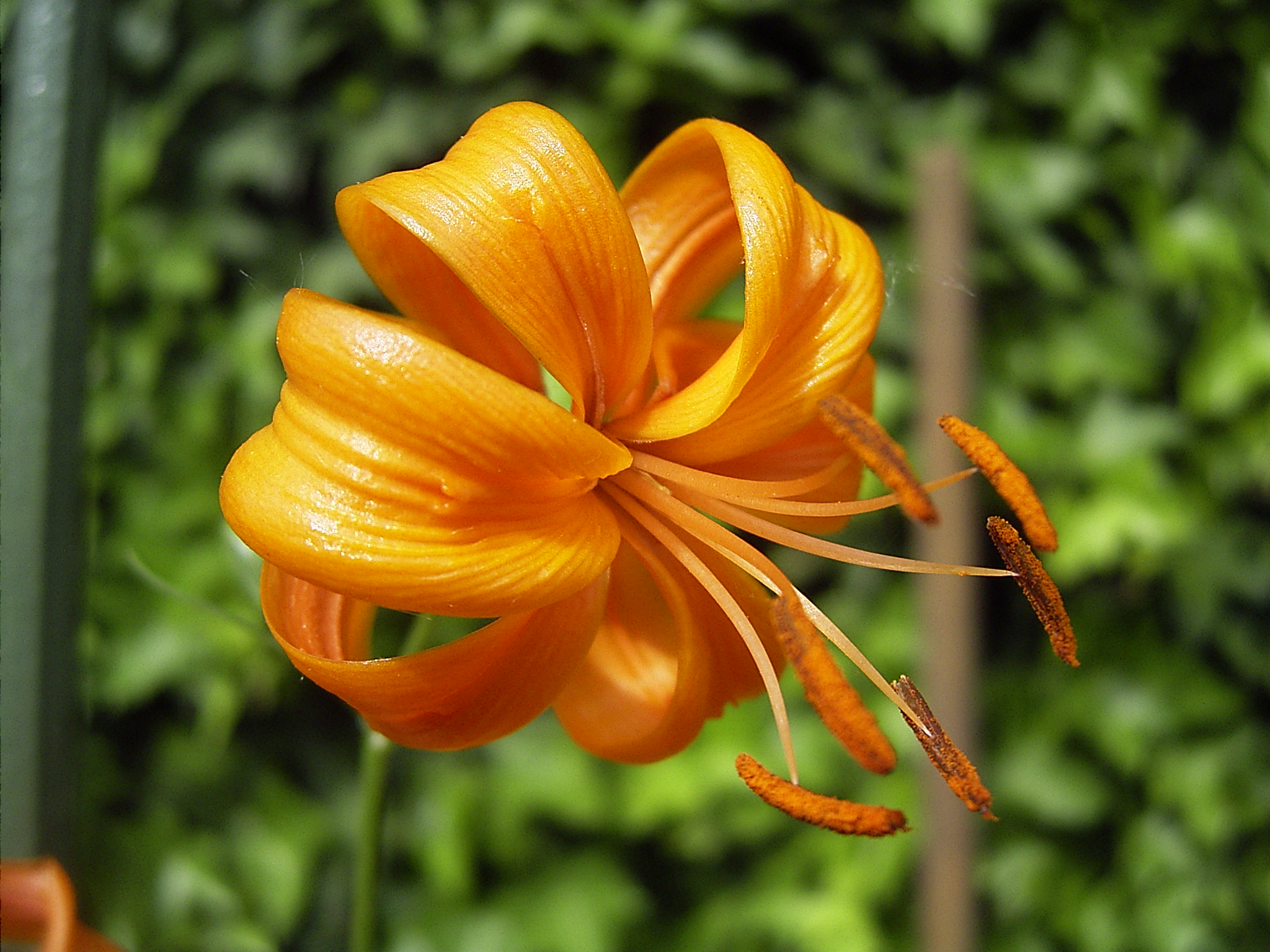